# ديسقوريات
الديسقوريات (الاسم العلمي: Dioscoreales) هي رتبة من النباتات تتبع الطبقة الزنبقاوايات من طائفة . تشمل فصيلة الديوسكورية التي أشهر محاصيلها نبات اليام الذي يعتبر من المصادر الغذائية الهامة في بعض المناطق.

## التصنيف
- الديسقورية
  - الديسقوريا
- البرمانية
  - البرمانة